# Hans Feldbausch
Hans Feldbausch (* 5. Oktober 1891 in Edenkoben; † 20. Oktober 1985 in Hamburg) war ein deutscher Marineoffizier, zuletzt Konteradmiral im Zweiten Weltkrieg.

## Leben
Feldbausch trat am 1. April 1910 als Seekadett in die Kaiserliche Marine ein, absolvierte seine Grundausbildung auf dem Großen Kreuzer Freya und besuchte dann vom 29. März 1911 bis 30. September 1912 die Marineschule Mürwik. Dort erfolgte am 14. April 1911 seine Ernennung zum Fähnrich zur See. Anschließend versetzte man Feldbausch auf den Großen Kreuzer Goeben und beförderte ihn am 27. September 1913 zum Leutnant zur See.
Mit Ausbruch des Ersten Weltkriegs erfolgte die Übernahme des Schiffes in die osmanische Marine und Feldbausch blieb auf dem nunmehr unter türkischer Flagge fahrenden Kreuzers Yavuz Sultan Selim bis 28. April 1917 an Bord. Als Oberleutnant zur See (seit 22. März 1916) setzte man ihn kurzzeitig vom 30. Juli bis 1. September 1916 auf dem U-Boot UB 14 ein. Es folgte am 6. Juni 1917 seine Versetzung zur 11. Torpedobootshalbflottille, wo er als Wachoffizier auf den Torpedobooten V 44 und V 127 fungierte.
Nach Kriegsende war Feldbausch vom 13. Dezember 1918 bis 13. Januar 1919 zunächst bei der 8. Torpedobootshalbflottille, dann als Gerichtsoffizier und Zweiter Adjutant bei der II. Matrosen-Artillerie-Abteilung sowie vom 17. April 1919 bis 14. August 1920 als Kompanieoffizier im Küstenwehrregiment Wilhelmshaven tätig. Er wurde dann dem Personalamt des Kommando der Marinestation der Nordsee zugeteilt und dort am 1. Januar 1921 zum Kapitänleutnant befördert. Für etwas mehr als ein Jahr diente Feldbausch als Adjutant im Stab der Marinestation der Nordsee und wurde am 7. Oktober 1922 zum Führer der Stammkompanie der 4. Torpedobootshalbflottille in Wilhelmshaven ernannt. Vom 18. Oktober 1922 bis 31. März 1924 hatte Feldbausch das Kommando über Torpedoboot T 153 sowie im Anschluss daran bis 10. September 1924 über T 143. Für zwei Jahre fungierte er dann als Kommandant des Fischereischutzbootes Zieten, um anschließend bis 23. September 1929 als Stabsoffizier beim Stabe der Torpedo- und Nachrichtenschule eingesetzt zu werden. In der Zwischenzeit war Feldbausch am 1. April 1929 Korvettenkapitän geworden. Es folgte vom 24. September 1929 bis 30. September 1931 die Verwendung im Kommando der Marinestation der Ostsee als Fürsorgeoffizier und darauf war er bis 27. September 1933 als Adjutant an der Reichsmarinewerft Wilhelmshaven. Man versetzte Feldbausch anschließend als Ersten Offizier auf das Linienschiff Schlesien und beförderte ihn am 1. Oktober 1934 zum Fregattenkapitän. Als solcher übernahm Feldbausch am 24. September 1935 die Leitung der Kriegsmarinedienststelle Königsberg und in dieser Funktion erfolgte am 1. April 1936 die Beförderung zum Kapitän zur See. Feldbausch erhielt dann am 15. Mai 1937 die Ernennung zum Kommandanten des Linienschiffes Schleswig-Holstein, das er bis zum 7. Juni 1938 führte. Man kommandierte ihn dann zur Information zur Kriegsmarinedienststelle Bremen und setzte ihn dort ab 22. August 1938 als Chef ein.
Über den Beginn des Zweiten Weltkriegs hinaus verblieb Feldbausch auf seinem Posten und war nach der Besetzung Norwegens ab 27. Mai 1940 Chef der Kriegsmarinedienststelle Oslo. In dieser Funktion wurde er am 1. Juni 1940 zum Konteradmiral befördert. Am 23. August wurde er abberufen und wenige Tage später am 31. August 1942 aus der Marine verabschiedet. Bereits einen Tag später stellte man Feldbausch zur Verfügung der Kriegsmarine und setzte ihn; Nachfolger von Regierungsdirektor Otto von Schubert; als Leiter der Hauptabteilung Nautik und Hydrographie der Deutschen Seewarte ein. Wenige Tage vor Kriegsende wurde er am 30. April 1945 aus dem aktiven Dienst entlassen und endgültig in den Ruhestand versetzt.

## Auszeichnungen
- Eisernes Kreuz (1914) II. und I. Klasse[1]
- Bayerischer Militärverdienstorden IV. Klasse mit Schwertern[1]
- Friedrich-August-Kreuz II. Klasse[1]
- Mecidiye-Orden IV. Klasse[1]
- Silberne Liakat-Medaille mit Säbeln[1]
- Eiserner Halbmond[1]